# Cilurnum

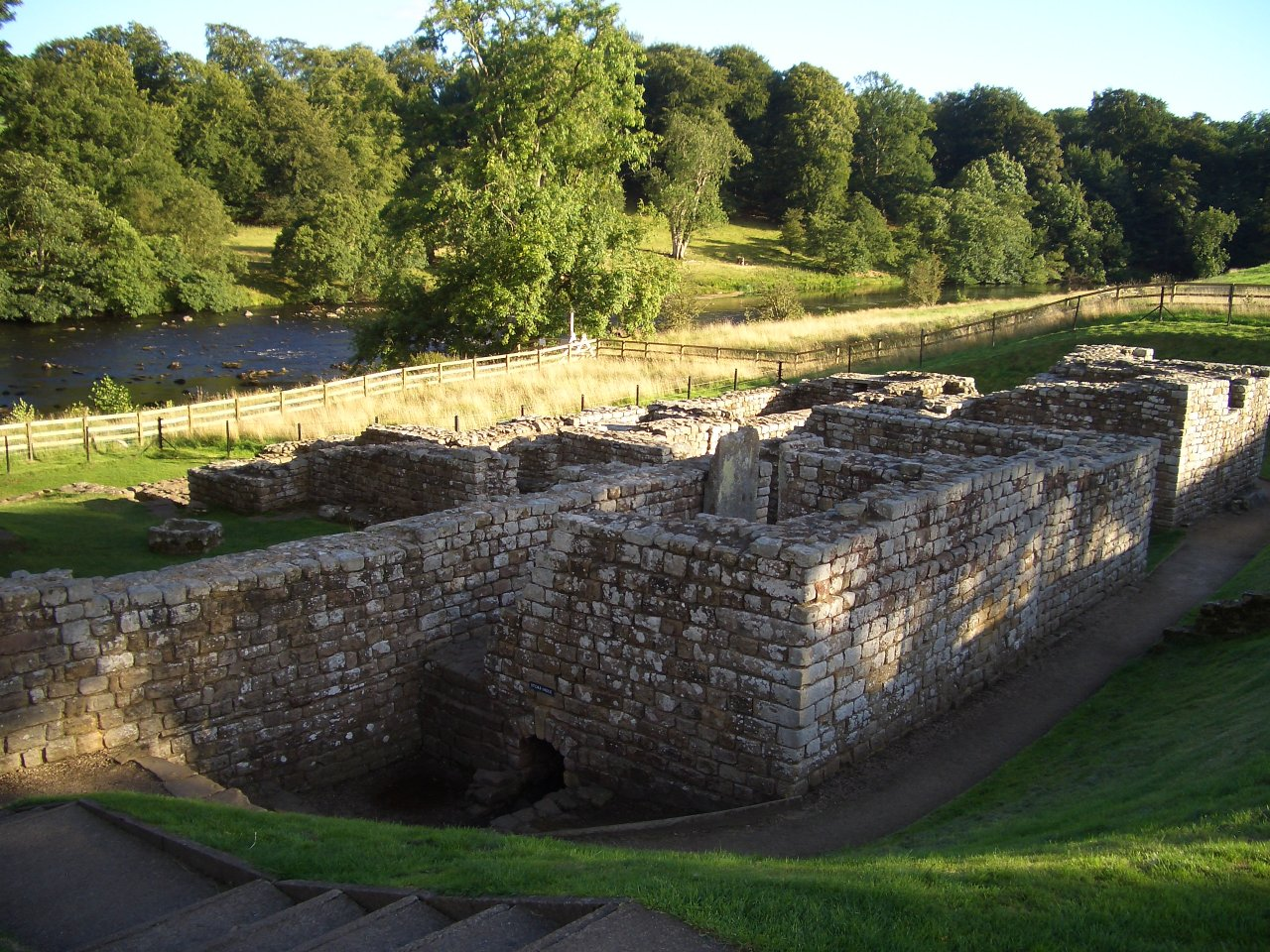
Restos de la casa de baños en el fuerte Cilurnum

Cilurnum o Cilurvum fue una de las fortalezas erigidas en la muralla de Adriano. Se menciona en la Notitia Dignitatum y en la actualidad se ha identificado con un campamento fortificado situado en la localidad de Chesters, (Northumberland) o también conocido, como Walwick Chesters para diferenciarlo de otros sitios Chesters de nombre similar en las cercanías.

## Historia
Fue levantado en el año 123, justo después de la conclusión del muro; Cilurnum está considerado la mejor fortaleza conservada de la caballería romana a lo largo de la Muralla de Adriano, se dedicó a la diosa Disciplina (por una lápida), y estuvo inicialmente a cargo Cohors I de Vangionum. Además de esta guarnición, por este campamento pasaron el Ala Augusta ob Virtutem Apellata, una vexillatio de la Legio VI Victrix Pia Fidelis, la Cohors I Delmatarum, finalmente el Ala II Asturum.

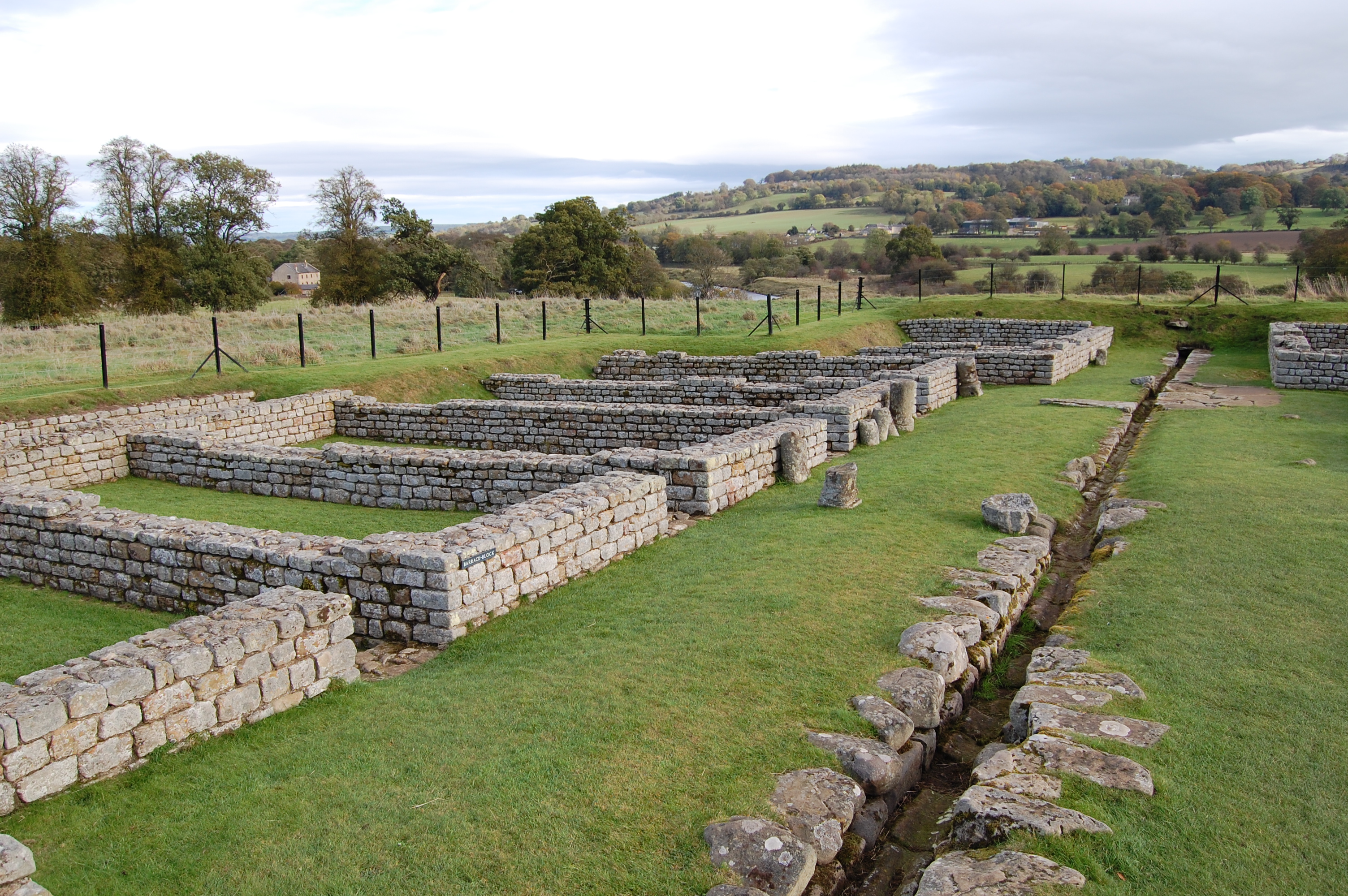
Barracas del fuerte Cilurnum

El nombre de Cilurnum puede ser debido a esta última guarnición de 500 jinetes astures y cuya procedencia debió ser oppidum Noega, hoy identificado con el yacimiento de la Campa Torres en Gijón (Principado de Asturias) y donde se sabe que sus pobladores se llamaron a sí mismos cilúrnigos o los caldereros.

## Excavación
A principios del siglo XIX, Nathaniel Clayton, propietario de Chesters House and Estate, trasladó cientos de toneladas de tierra para cubrir los últimos restos del fuerte como parte del paisajismo de su parque, creando así una suave ladera de pastizales ininterrumpida hasta el río Tyne. Sin embargo, recolectó, antes de que desaparecieran, varios artefactos romanos, que conservó. 
Cuando su hijo John Clayton, un destacado anticuario, heredó la finca en 1832, deshizo el paisajismo de su padre, dejando al descubierto el fuerte, excavó las ruinas y fundó un pequeño museo para los hallazgos. John Clayton también adquirió y realizó excavaciones en el  Fuerte Housesteads, el Templo Mitraico de Carrawburgh y  Carvoran.